# Colonia Yerba Santa
Colonia Yerba Santa är en ort i Mexiko.   Den ligger i kommunen Ayutla de los Libres och delstaten Guerrero, i den södra delen av landet, 270 km söder om huvudstaden Mexico City. Colonia Yerba Santa ligger 1 445 meter över havet och antalet invånare är 116.
Terrängen runt Colonia Yerba Santa är huvudsakligen lite bergig. Colonia Yerba Santa ligger uppe på en höjd. Runt Colonia Yerba Santa är det ganska tätbefolkat, med 58 invånare per kvadratkilometer. Närmaste större samhälle är Ayutla de los Libres, 14,4 km sydväst om Colonia Yerba Santa. I omgivningarna runt Colonia Yerba Santa växer huvudsakligen savannskog.